# Mariano Lagasca

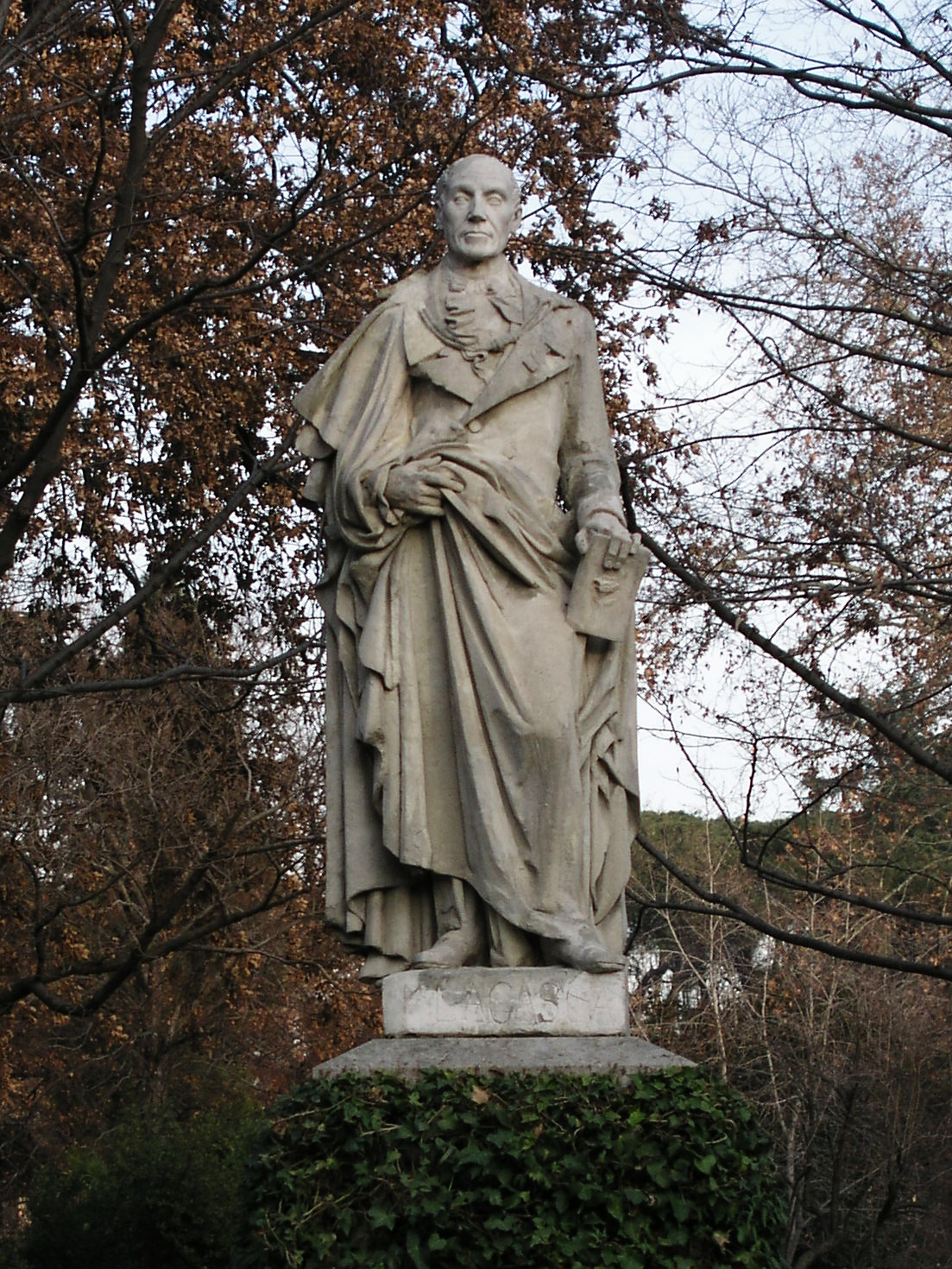
Estatua de Mariano Lagasca, obra de Ponciano Ponzano, inaugurada en 1866 en el Real Jardín Botánico de Madrid.

Manuel Mariano La Gasca y Segura (Encinacorba, 4 de octubre de 1776 - Barcelona, 23 de junio de 1839) fue un botánico español director del Real Jardín Botánico de Madrid.

## Biografía
Lagasca inició estudios eclesiásticos en Tarragona, se aficionó tempranamente a la botánica y estudió medicina en Zaragoza, Valencia y Madrid, donde sería discípulo de A. J. Cavanilles. Realizó numerosas viajes de recolección por España, formando un extenso herbario. En 1800 se traslada a Madrid donde conoce a Antonio José Cavanilles. En 1801, año en que Cavanilles es nombrado director del Real Jardín Botánico, Lagasca trabaja junto a José Demetrio Rodríguez como alumno en el Real Jardín ocupándose del herbario y semilleros. En 1801 publica junto a Demetrio Descripción de algunas plantas del Real Jardín Botánico de Madrid.
A la muerte de Cavanilles fue nombrado viceprofesor de botánica del Real Jardín Botánico en 1806 y profesor de Botánica médica en 1807. Junto a Simón de Rojas Clemente y Rubio publicaría en 1802 una serie de artículos en los Anales de Ciencias Naturales bajo el nombre de Introducción a la Criptogamia.
Tras la Guerra de la Independencia (1808-1814), Lagasca es nombrado director del Real Jardín Botánico, tras el cese del afrancesado Claudio Boutelou. De 1816 data su Elenchus plantarum quae in Horto Regio Botanico Matritensi colebantur y Genera et species plantarum, quae aut novae sunt (...). Entre 1815 y 1823 adquiriría un gran prestigio nacional e internacional. Elegido diputado en las Cortes del Trienio Liberal, participó en la redacción del Plan de Estudios de la época y en 1823 hubo de abandonar el país con la restauración del absolutismo. En su huida perdería su herbario y manuscritos.
Lagasca continuó sus trabajos y publicaciones en Londres y Jersey, hasta que pudo regresar a España en 1834, tras 11 años de exilio fue repuesto en su cargo como director del Real Jardín Botánico, donde continuó hasta su muerte en 1839.

## Otras obras
- Amenidades naturales de las Españas …. 1811−1821
- Memoria sobre las plantas barrilleras de España. 1817

## Honores
Género
- (Asteraceae) Lagascea Cav.[1]

Especies
- (Asteraceae) Colymbada lagascana (Graells) Fern.Casas & Susanna[2]

- (Asteraceae) Hieracium lagascanum Arv.-Touv. & Gaut.[3]

- (Brassicaceae) Diplotaxis lagascana Willk. ex Willk. & Lange[4]

- (Euphorbiaceae) Acalypha lagascana Müll.Arg.[5]

- (Fabaceae) Anthyllis lagascana Benedí[6]

- (Lamiaceae) Sideritis lagascana Willk.[7]

- (Ranunculaceae) Ranunculus lagascanus DC.[8]

- (Rosaceae) Potentilla lagascana Ser.[9]